# The Lily (molen)
The Lily Windmill (Nederlands: Molen de Lelie) is een korenmolen in het Australische plaatsje Amelup, West-Australië.
De molen is een replica van korenmolen De Lelie in Puttershoek en is gebouwd door Pleun Hitzert.